# Sabina K.
Sabina K. je bosanskohercegovački film koji je napisao i režirao američki redatelj Cristobal Krusen, koji je premijerno prikazan na Sarajevskom filmskom festivalu 2015. Nadahnut je istinitom pričom o ženi, koja je ostala trudna i odlučila roditi usprkos negodovanju okoline. Njezin se život sve više pogoršava do raspleta na kraju.

## Sadržaj
Film prati Sabinu, razvedenu muslimansku ženu i Sašu, katolika. Zaljubljuju se i zaruče, no društvo oko njih nije pretjerano oduševljeno njihovim izborom. Jedino im pomaže Ankica, čiji je sin ubijen u ratu i koja nudi, da se dođu vjenčati na otoku Korčuli, gdje ona živi. U proljeće, Sabina putuje na otok i čeka Sašin dolazak, ali njega zagonetno nema. Putuje kući u Sarajevo, gdje otkrije da se Saša bez objašnjenja preselio iz njihovoga zajedničkoga stana. Prolaze tjedni i Sabina otkriva da je trudna. Njezini prijatelji i obitelj nastoje da pobaci, što ona odlučno odbija učiniti. Njezin se život sve više pogoršava dok ne postane beskućnica i bez posla. U očaju je pokušala i samoubojstvo, no film sretno završava porodom u bolnici i podrškom starih prijatelja.

## Glumci
- Alena Džebo kao Sabina
- Senad Bašić kao Branko
- Enis Bešlagić kao Vjeko
- Jasna Diklić kao teta Ankica
- Saša Petrović kao Mirso
- Tatjana Šojić kao Milka

## Vanjske poveznice
- Službene stranice filma